# 37. ceremonia wręczenia nagród Grammy
37. ceremonia wręczenia nagród Grammy, prestiżowych amerykańskich nagród muzycznych wręczanych przez Narodową Akademię Sztuki i Techniki Rejestracji odbyła się w niedzielę, 1 marca 1995 roku.

## Nagrody

### Obszar generalny
Lista składa się ze wszystkich nominowanych, a zwycięzcy zostaną pogrubieni.

#### Nagranie roku
- „All I Wanna Do” – Sheryl Crow

#### Album roku
- „Unplugged” – Tony Bennett

#### Piosenka roku
- „Streets of Philadelphia” – Bruce Springsteen

#### Najlepszy nowy artysta
- Sheryl Crow

### Pop

#### Najlepszy występ pop solowy kobiecy
- „All I Wanna Do” – Sheryl Crow

#### Najlepszy występ pop solowy męski
- „Can You Feel the Love Tonight?” – Elton John

#### Najlepszy występ pop w duecie lub w zespole
- „I Swear” – All-4-One

#### Najlepszy album popowy
- Longing in Their Hearts – Bonnie Raitt

### Rock

#### Najlepsza piosenka rockowa
- „Streets of Philadelphia” – Bruce Springsteen

#### Najlepszy album rockowy
- Voodoo Lounge – The Rolling Stones

#### Najlepszy występ rockowy kobiecy
- „Come To My Window” – Melissa Etheridge

#### Najlepszy występ rockowy męski
- „Streets of Philadelphia” – Bruce Springsteen

#### Najlepszy występ rockowy w duecie lub w zespole
- „Crazy” – Aerosmith

#### Najlepszy utwór rockowy instrumentalny
- „Marooned” – Pink Floyd

#### Najlepszy utwór hard-rockowy
- „Black Hole Sun” – Soundgarden

#### Najlepszy występ metalowy
- „Spoonman” – Soundgarden

### Muzyka alternatywna

#### Najlepszy album alternatywny
- Dookie – Green Day

### R&B

#### Najlepsza piosenka R&B
- „I Make Love To You” – Boyz II Men

#### Najlepszy album R&B
- „II” – Boyz II Men

#### Najlepszy występ R&B kobiecy
- „Breathe Again” – Toni Braxton

#### Najlepszy występ R&B męski
- „When Can I See You” – Babyface

#### Najlepszy występ R&B w duecie lub w zespole
- „I Make Love To You” – Boyz II Men

### Rap

#### Najlepsza Współpraca Rapowa/Śpiewana
- „None of Your Business” – Salt-N-Pepa
- „Ease My Mind” – Arrested Development
- „I Ain't Goin' Out Like That” – Cypress Hill
- „Nuttin’ But Love” – Heavy D & the Boyz
- „Regulate” – Warren G featuring Nate Dogg

#### Najlepszy występ hip-hopowy
- „U.N.I.T.Y.” – Queen Latifah
- „Fantastic Voyage” – Coolio
- „Flava in Ya Ear” – Craig Mack
- „Gin and Juice” – Snoop Doggy Dogg
- „This D.J.” – Warren G

### Country

#### Najlepszy album country
- „Stones in The Road” – Mary Chapin Carpenter

#### Najlepsza piosenka country
- „I Swear” – John Michael Montgomery

### New Age

#### Najlepszy album New Age
- Prayer for the Wild Things – Paul Winter

### Jazz

#### Najlepszy jazzowy występ wokalny
- Etta James – Mystery Lady: Songs of Billie Holiday

#### Najlepszy jazzowy występ instrumentalny
- Benny Carter – Prelude to a Kiss

#### Najlepszy jazzowy występ instrumentalny, indywidualny lub w zespole
- Ron Carter, Herbie Hancock, Wallace Roney, Wayne Shorter & Tony Williams – A Tribute to Miles

### Gospel

#### Najlepszy album pop gospel
- Mercy – Andrae Crouch

#### Najlepszy album rock gospel
- „Wake-Up Call” – Petra

#### Najlepszy album tradycyjny soul gospel
- Albertina Walker za Songs of the Church – Live in Memphis

#### Najlepszy album Contemporary soul gospel
- Take 6 za Join the Band

### Muzyka latynoamerykańska

#### Najlepszy występ pop latino
- Luis Miguel – Segundo Romance

### Reggae

#### Najlepszy album muzyki reggae
- Bunny Wailer – Crucial! Roots Classics

### World Music

#### Najlepszy album World Music
- Ry Cooder & Ali Farka Toure za Talking Timbuktu

### Dzieci

#### Najlepszy album dziecięcy
- Król Lew – Various Artists

#### Najlepszy album ze słowami dla dzieci
- The Lion King Read-Along